# República de Anguila
La República de Anguila fue un efímero estado independiente no reconocido internacionalmente establecido desde el 11 de julio de 1967 hasta el 18 de marzo de 1969 en la isla caribeña de Anguila. 
El territorio de dicho estado es actualmente parte del Territorio Británico de Ultramar de Anguila. 
Surgió como una rebelión, más contra la dependencia política que la isla tenía respecto a San Cristóbal y Nieves, que contra la soberanía británica, a la que la isla pertenecía en última instancia.
Tras la primera rebelión y el primer referéndum en mayo de 1967, se llegó a una solución transitoria de compromiso con los británicos en 1968, pero tras no llegarse a una solución definitiva del estatus de la isla, los isleños se declararon república en febrero de 1969 y expulsaron a los funcionarios británicos que había en la isla. La respuesta británica no se hizo esperar y días más tarde una invasión militar sin derramamiento de sangre restableció el control británico sobre la isla poniendo fin a la efímera república. En última instancia, los anguilanos lograron negociar con el Reino Unido, así desligándose Anguila de San Cristóbal y Nieves.

## Antecedentes
Anguila es una pequeña isla del Caribe, que actualmente cuenta con algo más de 16.000 habitantes. La isla fue colonizado por los británicos en 1650. Al ser una colonia de muy pequeño tamaño, en 1825 fue dejada bajo el paraguas administrativo del territorio británico más cercano, la isla de San Cristóbal, que está situada a unos 100km de distancia. 
El hecho de depender administrativamente de San Cristóbal, una isla relativamente lejana, fue mal acogido por los isleños, que siempre se opusieron a este cambio administrativo y trataron repetidas veces de revertirlo.
El 27 de febrero de 1967, Gran Bretaña otorgó a la colonia de San Cristóbal-Nieves-Anguila el estatus de "estado asociado", con su propia constitución y un considerable grado de autogobierno. Muchos anguilanos se opusieron enérgicamente a que Anguila siguiera manteniéndose subordinada políticamente a una isla de San Cristóbal, que caminaba con paso lento pero seguro hacia la independencia.  El 30 de mayo de 1967 (conocido en adelante como "Día de Anguila"), el cuerpo de policía dependiente del gobierno de San Cristóbal fue desalojado de la isla. Se formó entonces un gobierno provisional en Anguila que solicitó someterse a la administración de los Estados Unidos, pero esta solicitud fue rechazada.  El 11 de julio de 1967 se celebró un referéndum para votar sobre la secesión de Anguila respecto al estado incipiente de San Cristóbal-Nieves-Anguila. Los resultados fueron 1.813 votos a favor de la secesión y 5 en contra. Walter Hodge leyó públicamente una declaración de independencia (escrita principalmente por el profesor de derecho de Harvard Roger Fisher).
Un consejo legislativo separado, el Consejo de Anguila, se estableció inmediatamente en la isla. Peter Adams fue el primer presidente del Consejo de la Isla de Anguila, pero cuando accedió devolver Anguila a la soberanía de San Cristóbal, fue depuesto y reemplazado por el líder anguilano Ronald Webster. En diciembre de 1967, dos miembros del Parlamento británico elaboraron un acuerdo interino mediante el cual, durante un año, un funcionario británico ejercería una autoridad administrativa básica en colaboración con el Consejo de Anguila. Tony Lee asumió este cargo interno el 8 de enero de 1968, pero al final del período de un año no se llegó a ningún acuerdo sobre el futuro a largo plazo del gobierno de la isla.

## Declaración de la república
El 6 de febrero de 1969, casi un mes después de finalizar el periodo interino, Anguila celebró un segundo referéndum que resultó en una votación de 1.739 a 4 contra el regreso a la asociación con San Cristóbal. Al día siguiente Anguila se declaró una república independiente rompiendo de esta manera unilateralmente sus vínculos políticos con el Reino Unido.
Webster una vez más se desempeñó como Presidente. Un nuevo enviado británico, William Whitlock, llegó el 11 de marzo de 1969 a la isla con una propuesta para una nueva administración británica interina, pero fue expulsado de la isla a las pocas horas de llegar. 

## Restauración del control británico
El 18 de marzo de 1969, un contingente de 300 hombres, del 2º batallón del regimiento de paracaidistas más 22 policías metropolitanos de Londres, aterrizó pacíficamente en helicóptero en la isla desde 2 fragatas, para "restaurar el orden". Tony Lee fue restablecido como comisionado para la administración local y Webster huyó de la isla, dirigiéndose finalmente a la Asamblea General de las Naciones Unidas, donde argumentó que Anguila debería tener el derecho a la autodeterminación.
En 1971 británicos y anguilanos llegaron a un nuevo acuerdo interino acordando el diplomático británico Lord Caradon y el líder anguilano Webster una declaración de siete puntos. Anguila volvió a reintegrarse de jure al estado asociado de San Cristóbal-Nieves-Anguila, pero en la práctica se le permitió separarse gradualmente de San Cristóbal y Nieves. En 1976 una nueva constitución fue redactada. No fue hasta el 19 de diciembre de 1980 que Anguila se separó formalmente y se convirtió en una dependencia británica separada. Mientras San Cristóbal y Nieves se independizaron completamente del Reino Unido en 1983, Anguila sigue siendo en la actualidad un territorio británico de ultramar.